# Ryasna
Le ryasna (russe : рясна) était une partie du couvre-chef d'une femme, suspendue à un diadème ou comme pendentif temporal.

## Utilisation
La façon de les porter est décrite sur un pieu provenant du trésor trouvé à Kiev en 1906
À l'époque pré-mongole, les ryasnas étaient des pendentifs de temple en métal composite (or, argent, cuivre) pouvant atteindre 50 centimètres de long. Ils étaient constitués de plusieurs plaques reliées entre elles ou sous forme de chaînes. Des kolts étaient parfois fixés sur le bord inférieur des pendentifs. Les principales découvertes de magots avec des ruffes anciennes se trouvent à Kiev, Chernigov, Vieux Riazan (de), Novgorod et dans l'oblast de Moscou.
Il s'agissait d'un signe de prospérité familiale courant du XIe siècle au XIIIe siècle dans la Rus' de Kiev, réalisé sous la forme d'une chaîne reliant des pièces d'or, d'argent ou de cuivre, des médaillons, utilisés comme suspension pour un kolt ou un pendentif similaire.
Les ryasnas de la Rus' antique étaient conçues pour pendre de chaque côté du kokochnik, atteignant les épaules de la femme, le kolt atteignant sa poitrine. Le dessin avait la forme d'une chaîne de pluie et les images représentées avaient toujours le même thème : le ciel et l'agriculture fertile.
Les ryasnas pourraient aussi être un bijou à part entière. Aux XVe – XVIIe siècles, les rowsnas étaient des pendentifs composés de rangs de perles et de pierres précieuses. Dans l'habillement des couches supérieures de la société au XIXe - début du XXe siècle, les ryasnas étaient utilisés dans les costumes de carnaval des dames nobles. Dans le costume populaire moins cher analogue des rowanets étaient des pendentifs sous forme de glands faits de fils, de tissu, de perles, attachés à la bande de tissu, passant sous la coiffe.

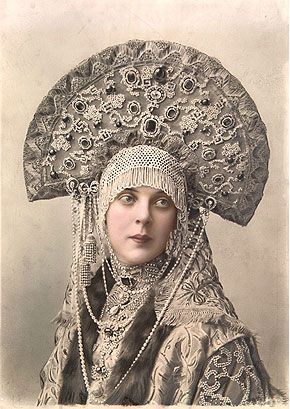
La princesse Olga Konstantinovna Orlova en tenue de bal. On distingue des ryasnas en perles pendus à son kokochnik
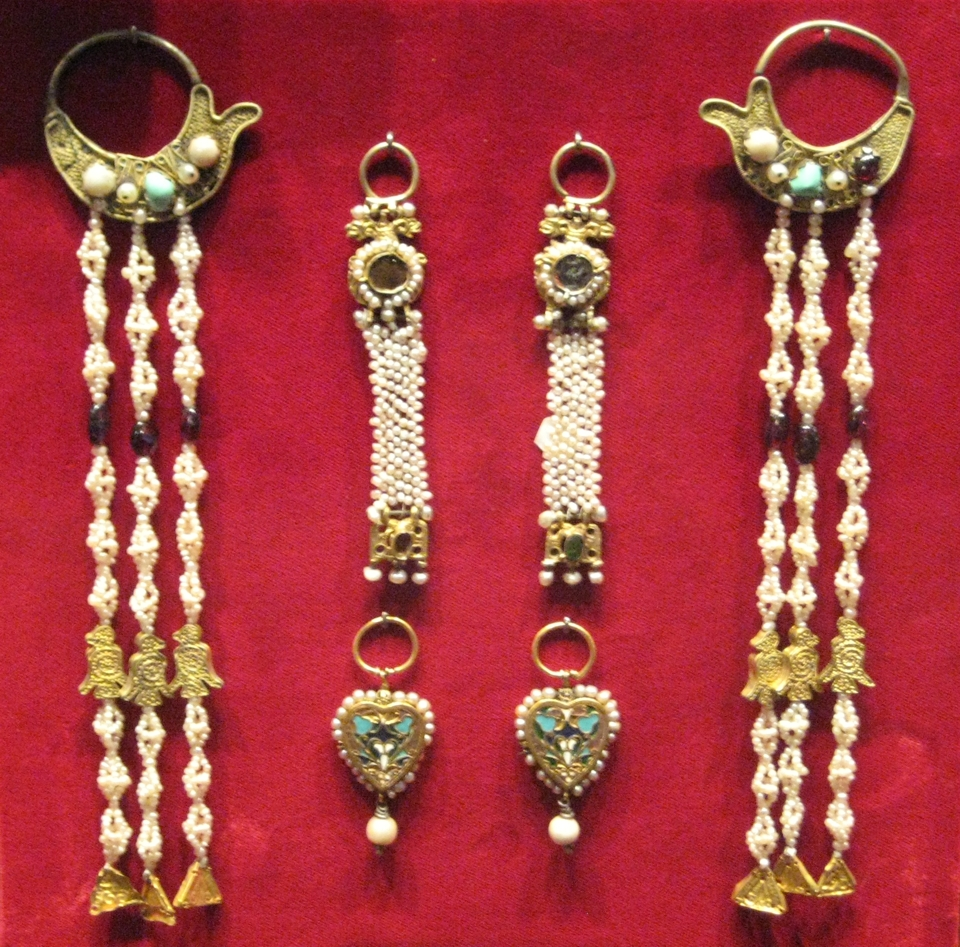
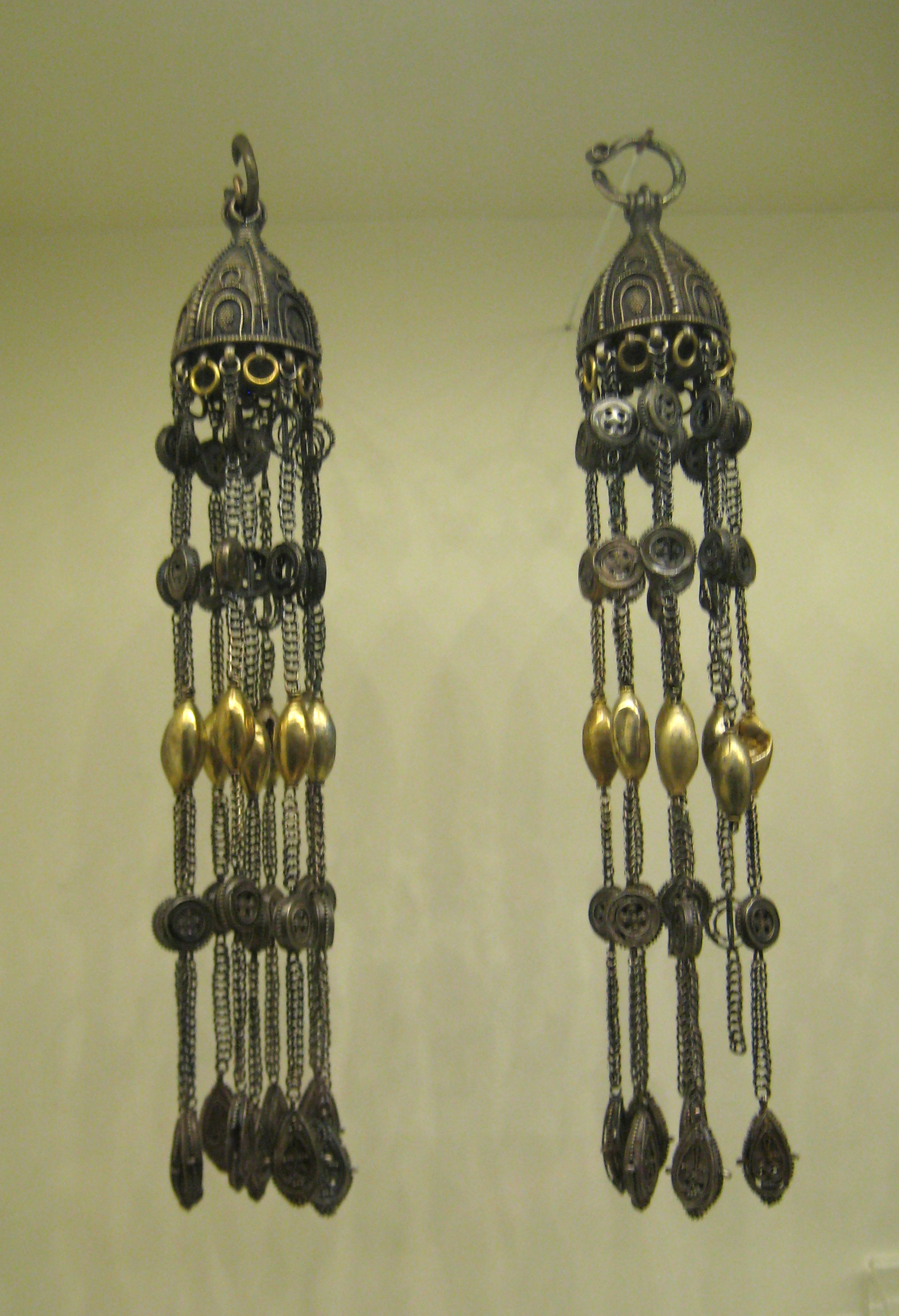